# Rumes
Rumes é um município da Bélgica localizado no distrito de Tournai, província de Hainaut, região da Valônia.

## Geografia
Vilas da comuna (deelgemeenten):
I. Rumes

II. La Glanerie

III. Taintignies

A comuna de Rumes

Divisas com as vilas (deelgemeenten) das comunas vizinhas:
a. Esplechin (Tournai)

b. Froidmont (Tournai)

c. Willemeau (Tournai)

d. Ere (Tournai)

e. Guignies (Brunehaut)

f. Howardries (Brunehaut)

g. Mouchin (França)

h. Bachy (França)